# CHANGE THE WORLD (RAMJET PULLEYの曲)
「CHANGE THE WORLD」（チェンジ・ザ・ワールド）はRAMJET PULLEYの5枚目のシングル。

## 概要
2枚目のシングル「overjoyed」以来、オリコンチャート100位以内にランクインした。

## 収録曲
全曲 作詞：麻越さとみ　作曲：間島和伸　編曲：小林哲・RAMJET PULLEY
1. CHANGE THE WORLD
2. cloudy smile
3. find my way

## 収録アルバム
- It's a wonderful feeling（#1,#3）
- GIZA studio Masterpiece BLEND 2002（#1）